# Anarta olivacea
Anarta olivacea är en fjärilsart som beskrevs av Fuchs. Anarta olivacea ingår i släktet Anarta och familjen nattflyn. Inga underarter finns listade i Catalogue of Life.